# DV现场
《DV現場》（原名《最佳拍档》、《全民DV》）是由廣東廣播電視台製作的一個新闻節目，於2011年5月1日开播，節目口號為“直擊現場，關注民生”。該節目强调对本土百姓生活的关照，形式上追求“记者永远在现场”的感觉。其中，DV现场的点歌环节为最有火热的单元之一
。2020年10月1日开始改为16:9制式播出。
該節目曾被評為“中国十大创新电视栏目”。

## 播放时间
- 电视播放
  - 广东广播电视台民生频道：每日19:00-20:30首播，当日22:15、次日1:45、7:03、11:55重播
- 广播播放
  - 广东广播电视台交通之声（羊城交通台）：每日21:00-22:00，次日1:30-2:30、6:00-7:00重播剪除非新闻内容的版本